# Nelli Turzańska-Szymborska
Nelli Franciszka Turzańska-Szymborska (z domu Barańska, primo voto Krysiak) (ur. 23 marca 1917 w Kursku, zm. 8 kwietnia 2012 w Toronto) – polsko-kanadyjska mecenas sztuki, blibliotekarka. 

## Życiorys
Urodziła się jako Franciszka Barańska, córka kolejarza. Dzieciństwo spędziła w Błoniu, podczas nauki w gimnazjum ukończyła kurs spadochronowy. Podczas okupacji hitlerowskiej wstąpiła do Związku Walki Zbrojnej, używała pseudonimu Viola. Podczas powstania warszawskiego pod pseudonimem Prawdzic była łączniczką i sanitariuszką w szeregach Armii Krajowej w Grupie Północ, Zgrupowaniu Róg, Batalionie Dzik dowodzonym przez kpt. Tadeusza Okolskiego. Po upadku Starego Miasta przedostała się kanałami do Śródmieścia, po upadku powstania zbiegła z konwoju pod Ożarowem Mazowieckim. 
Po zakończeniu II wojny światowej zamieszkała w Łodzi i podjęła pracę w Inspektoracie Szkolnym, równocześnie rozpoczęła studia na Wydziale Humanistycznym Uniwersytetu Łódzkiego. Od 1951 działała w podziemnej organizacji Polski Front Ojczyźniany, w lutym 1952 została aresztowana i osadzona w więzieniu z ośmioletnim wyrokiem. Osadzono ją w Krakowie w więzieniu na Montelupich, następnie w Grudziądzu i Fordonie. Zwolniona po 3,5 roku postanowiła opuścić Polskę, dzięki małżeństwu per procura z obywatelem kanadyjskim Stanisławem Krysiakiem udało się to zrealizować w maju 1958. Po śmierci męża w 1973 ponownie wyszła za mąż za Władysława Grzymałę-Turzańskiego, owdowiała w 1986. W 1994 jej trzecim mężem został Zbigniew Szymborski. 
W 1985 zainicjowała powstanie Fundacji Władysława i Nelli Turzańskich, której zadaniem było wspieranie polskich twórców przebywających na emigracji w Kanadzie oraz wspierania ich twórczości w Kanadzie i na świecie; fundacja od 1988 do 2015 roku przyznawała Nagrodę Fundacji Władysława i Nelli Turzańskich. Przez wiele lat kierowała polską biblioteką i czytelnią. 
Społecznie pracowała w zarządzie Koła Byłych Żołnierzy Armii Krajowej, była zaangażowana działalność Związku Ziem Wschodnich, Towarzystwa Wspierania Kultury Polskiej na Litwie, Towarzystwa Przyjaciół Jasnej Góry oraz Polskiego Funduszu Wydawniczego, należała również do Stowarzyszenia Kombatantów Polskich. W uznaniu zasług została uhonorowana wieloma odznaczeniami m.in. w 2010 Krzyżem Kawalerskim Orderu Odrodzenia Polski.